# Кишни дан у Њујорку
Кишни дан у Њујорку (енгл. A Rainy Day in New York) је филмска драма из 2019. године, сценаристе и редитеља Вудија Алена. У филму глуме Тимоти Шаламе, Селена Гомез, Ел Фанинг, Џуд Ло, Дијего Луна и Лијев Шрајбер.

## Улоге
| Глумац         | Улога            |
| -------------- | ---------------- |
| Тимоти Шаламе  | Гетсби           |
| Селена Гомез   | Чен              |
| Ел Фанинг      | Ешлајт Енрајт    |
| Џуд Ло         | Тед Давидоф      |
| Дијего Луна    | Франциско Вега   |
| Лијев Шрајбер  | Роланд Полард    |
| Анали Ашфорд   | Лили             |
| Ребека Хол     | Кони             |
| Чери Џоунс     | Гетсбијева мајка |
| Вил Роџерс     | Хантер           |
| Кели Рорбак    | Тери             |
| Суки Вотерхаус |                  |
| Грифин Њуман   |                  |
| Бен Ворхајт    |                  |

## Продукција
У августу 2017.  почело је снимање новог филма сценаристе и редитеља Вудија Алена, са Тимотијем Шаламеом, Селеном Гомез и Ел Фанинг у главним улогама. Продуцент филма је Лети Аронсон, а дистибутер Амазон студиос.  У септембру 2017. године, Џуд Ло се придружио почетној глумчкој постави.  На снимању филма су се појавили и глумци Дијего Луна, Лијев Шрајбер, Анали Ашфорд, Ребека Хол, Чери Џоунс, Вил Роџерс, Бен Ворхајт и Кели Рорбак. У октобру 2017. стигла је и  Суки Вотерхаус. Вуди Ален је објавио да ће наслов филма бити "Кишни дан у Њујорку". 
Ален и Шаламеов деда Харолд Флендер су обојица писали за The Jackie Gleason Show 50-тих година прошлог века, мада Ален није био свестан породичне везе када је кастинговао Шаламеа.

### Снимање
Снимање филма је почело 11. септембра 2017. године у Њујорку и Универзитету Дру, а завршено је крајем октобра 2017.